# Sally Hardesty
Sally Hardesty è un personaggio immaginario creato da Tobe Hooper e Kim Henkel. È la protagonista nonché final girl del primo capitolo della saga cinematografica horror Non aprite quella porta. Originariamente interpretata da Marilyn Burns.

## Biografia del personaggio
Non aprite quella porta (1974)
Nel primo film, Sally è una ragazza che sta viaggiando assieme a suo fratello paraplegico Franklin e dei suoi amici Pam, Kirk e del fidanzato Jerry, per rivedere la casa dei propri nonni, ormai deceduti. Durante il viaggio il gruppo incontra un autostoppista, che si rivelerà essere un pazzoide con tendenze autolesioniste, ma i ragazzi lo cacciano e ignorano la cosa proseguendo con il viaggio. La visita si trasformerà ben presto in un incubo quando Kirk, Pam e Jerry, uno dopo l'altro, vengono uccisi da Faccia di Cuoio, un uomo con la faccia completamente sfigurata che massacra vive le proprie vittime.
Il tempo passa e rimasti soli, Sally e Franklin, iniziano a cercarli, e qui Franklin viene massacrato da Faccia di Cuoio con una motosega, proprio davanti agli occhi di Sally, che, completamente terrorizzata, fugge via. Sally riesce a trovare aiuto in una pompa di benzina, ma anche qui il proprietario la aggredisce e la porta con sé nella casa dell'assassino dove scoprirà che l'autostoppista visto in passato è in realtà il fratello di Faccia di Cuoio e che i tre sono degli psicopatici e sadici, il cui pater familias, però, ha tutta l'intenzione di alimentare la propria casa con i loro corpi.
La ragazza viene massacrata viva ma riesce a fuggire gettandosi da una finestra; una volta fuori, completamente ricoperta di sangue e inseguita da Faccia di Cuoio, insieme con l'Autostoppista (che, però, muore schiacciato sotto un camion), raggiunge la strada e ferma un'auto per fuggire. Sally sopravvive agli assassini, ma successivamente, per via delle torture subite, viene ricoverata per un certo periodo in manicomio.
Non aprite quella porta - Parte 2
Sally non compare in questo film ma, la narrazione iniziale recita un paragrafo dedicato a lei parlando del primo film
 Non aprite quella porta - Parte 3 
In questo film Sally non compare come nel secondo, ma si viene informati che la ragazza è morta in una casa di cura l'11 febbraio 1977.
 Non aprite quella porta IV 
Nel quarto capitolo della serie, Sally è brevemente mostrata mentre, stesa su una barella, viene spinta per i corridoi di un ospedale.
Non aprite quella porta 3D
Sally appare all'inizio per mezzo di una voce fuori campo, mentre, salvatasi dalla famiglia, racconta l'atroce esperienza vissuta allo sceriffo del luogo.
Non aprite quella porta (2022) 
Il personaggio di Sally (questa volta interpretato da Olwen Fouéré a causa del decesso della Burns nel 2014) torna per cercare vendetta nei confronti di Faccia di Cuoio. Diventata un ranger, viene uccisa dal serial killer che la trapassa con la motosega durante il loro scontro finale, prima di morire passa il testimone alla giovane Lila, protagonista e final girl del film.

## Famiglia
- Ted Hardesty (padre, deceduto)
- madre innominata, deceduta
- Franklyn Hardesty Jr. (fratello, deceduto)
- Franklyn Hardesty (nonno paterno, deceduto)
- Boude "Lefty" Enright (zio paterno e fratello illegittimo del padre, deceduto)

## Sviluppo e casting
Mentre studiava presso la University of Texas at Austin, Marilyn Burns fece un'audizione per il ruolo di Sally quando si tenne il casting per The Texas Chain Saw Massacre (1974). La ragazza aveva già incontrato Hooper in precedenza quando egli era stato cacciato dal set del film Lovin' Molly (1974) di Sidney Lumet, nel quale la Burns aveva lavorato come controfigura di Susan Sarandon e Blythe Danner. Fu infatti proprio lei a girare molte delle sue scene acrobatiche durante la lavorazione di Non aprite quella porta, come quella della cena dove fu ferita realmente a un dito senza l'ausilio di trucchi di scena. Per il salto fuori dalla finestra quando riesce a liberarsi, venne utilizzata una controfigura, che tuttavia non impedì alla Burns di ferirsi al ginocchio, dal momento che si gettò sul pavimento per mostrarle la scena. I vestiti di scena della Burns restarono così impregnati di sangue (finto) che divennero "quasi rigidi" al termine delle riprese. Originariamente, il remake del 2003 avrebbe dovuto essere un racconto in flashback da parte di un'invecchiata Sally che raccontava la sua orribile esperienza con Leatherface alla polizia. Burns avrebbe quindi dovuto riprendere il suo ruolo. Alla fine però, questa versione del film fu scartata.

## Riferimenti nella cultura popolare
Sally Hardesty era uno dei personaggi presenti, insieme a Leatherface, nell'attrazione Texas Chainsaw Massacre: The Saw is the Law durante l'edizione 2012 dell'evento Halloween Horror Nights del parco di divertimenti degli Universal Studios di Orlando, Florida. Sally apparve durante la ricreazione della celebre scena della cena del primo film del 1974. La cantante statunitense Tinashe omaggiò il personaggio di Sally nel videoclip musicale della sua canzone Naturally tratta dall'album 333 del 2021 in una sequenza che mostra la cantante ricoperta di sangue mentre ride istericamente sul retro di un furgone pick-up; citazione del finale del film originale.